# Cicero (New York)
Pour les articles homonymes, voir Cicéron (homonymie).
Cicero est une ville (town) des États-Unis, située dans le comté d'Onondaga et l'État de New York.

## Géographie
La superficie de Cicero est de 125,6 km2 (soit 48,5 mi2), dont 125,5 km2 (soit 48,5 mi2) en surfaces terrestres et 0,18 mi2 en surfaces aquatiques.

## Démographie
Selon les données du Bureau de recensement des États-Unis, Cicero était peuplée de :
- 25 560 habitants en 1990 (recensement) ;
- 27 982 habitants en 2000 (recensement) ;
- 30 033 habitants en 2006 (estimation).